# سلامين
سلامين قرية سورية تتبع ناحية سراقب في منطقة مركز إدلب في محافظة إدلب. بلغ عدد سكانها 1022 نسمة في عام 2004 حسب إحصاء المكتب المركزي للإحصاء.